# Kiss Miklós (labdarúgó)
Kiss Miklós (1953 –) labdarúgó, csatár.

## Pályafutása
1980 és 1986 között a Nyíregyházi VSSC labdarúgója volt. Az élvonalban 1980. augusztus 9-én mutatkozott be a Diósgyőri VTK ellen, ahol csapata 2–0-s győzelmet aratott. Az 1986–87-es idényben, az őszi szezonban a Tatabányai Bányász játékosa volt és tagja volt a bronzérmes csapatnak. Az élvonalban összesen 110 mérkőzésen szerepelt és 20 gólt szerzett.

## Sikerei, díjai
- Magyar bajnokság
  - 3.: 1986–87